# Hans Bornemann

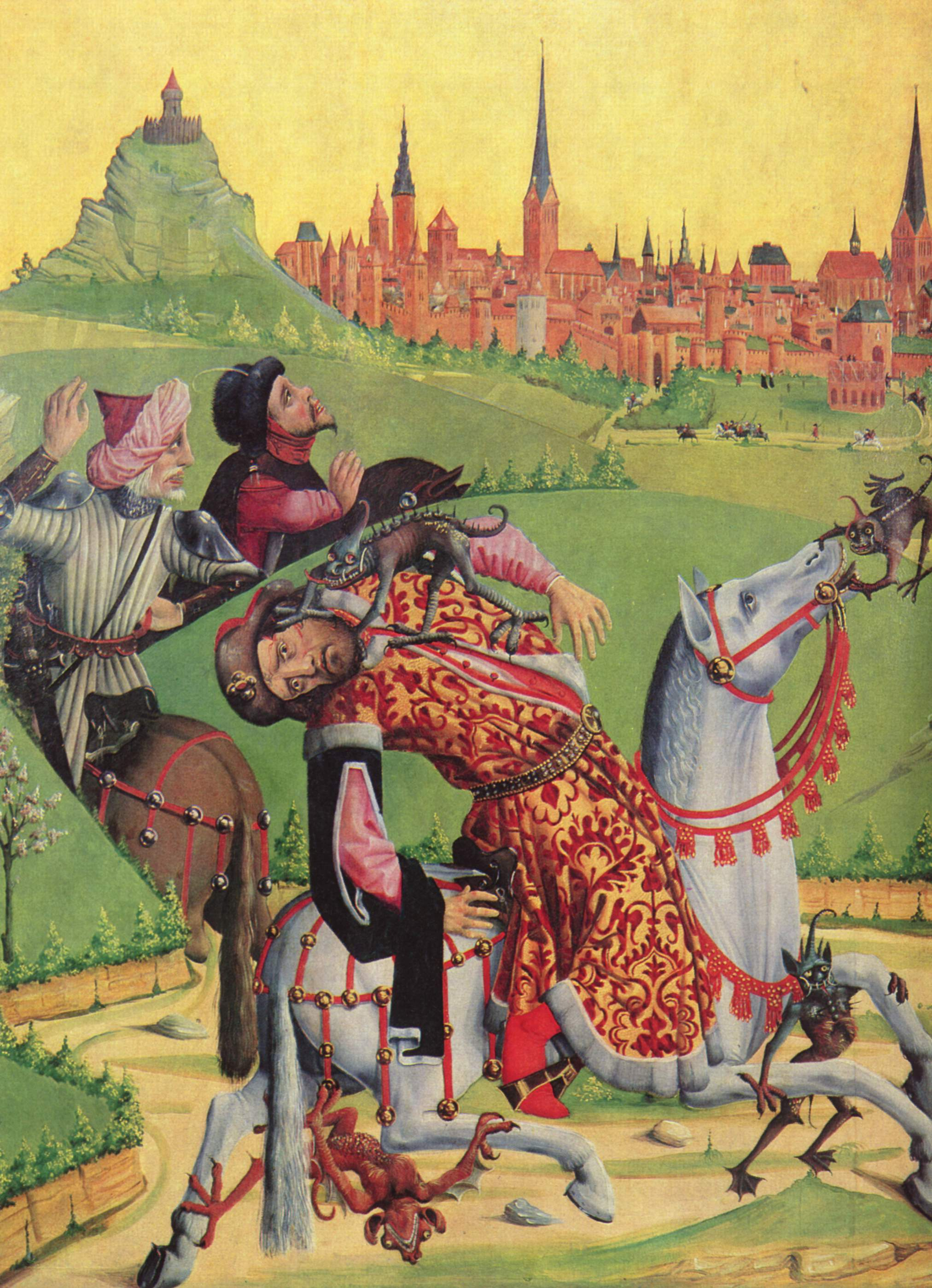
Una de las alas del retablo de San Nicolás de Lüneburg.

Hans Bornemann (muerto en 1474) fue un pintor gótico alemán, activo en Hamburgo. El primer registro escrito sobre él es la recepción de una herencia en 1448. Fue uno de los fundadores de la Guilda de San Lucas de esa ciudad. Fue miembro del consejo ciudadano de Hamburgo, y pintó una serie de 17 retratos de príncipes para el edificio del Ayuntamiento.
Tras su muerte su taller fue regentado por Hinrik Funhof, que en 1475 se casó con la viuda de Bornemann.  
Hijo de Hans fue el también pintor Hinrik Bornemann.